# Анте Каталинић
непознато
Анте Каталинић (хрв. Ante Katalinić; Задар, Аустроугарска 11. фебруар 1895 — 31. октобар 1981. је бивши италијански веслач хрватског порекла, учесник Олимпијских игара 1924. одржаних у Паризу и освајач бронзане медаље у дисциплини трке осмераца.
Анте Каталинић се родио 1889. године у Задру који је у то време био у саставу Аустроугарске. После Првог светског рата, Задар прелази у руке Италије, тако да Анте Каталинић постаје грађанин Италије и добија италијанско име: Антонио Каталинич (итал. Antonio  Cattalinich).
На Олимпијским играма 1924.у Паризу учествовао је као представник Италије и освојио је бронзану медаљу. Поред њега посаду осмерца сачињавала су петорица Хрвата: два његова рођена брата Фране и Шимун, Виктор Љубић, Петар Иванов и Бруно Сорић као и три Италијана: Карло Тоњати, Латино Галаци и Ђузепе Кривели.